# Villa de Maxêncio

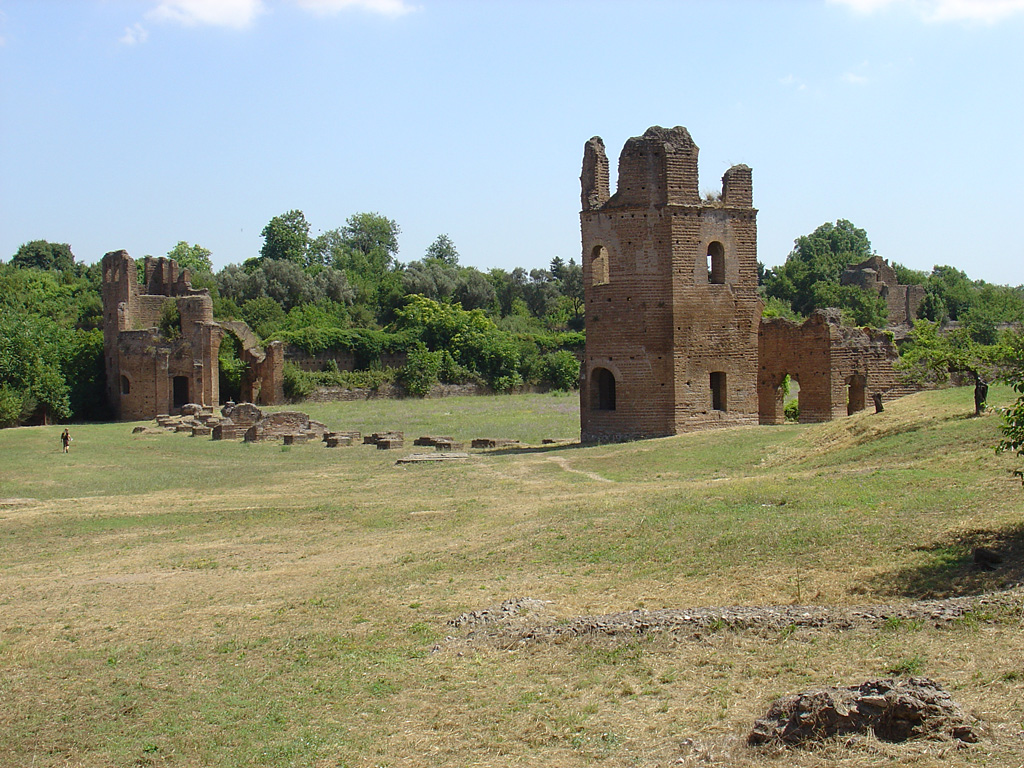
Ruínas dos carceres do Circo de Maxêncio

Villa de Maxêncio ou Villa de Magêncio era uma villa imperial de Roma construída pelo imperador Maxêncio entre a segunda e a terceira milha da Via Ápia Antiga. O complexo é constituído por três edifícios principais: a residência principal, o Circo de Maxêncio e o mausoléu dinástico conhecido como Mausoléu de Rômulo.

## História
Os restos da construções são o último ato de transformação de uma villa republicana original, do século I a.C., construída num local belíssimo no declive de uma colina de frente para os montes Albanos. Na época júlio-claudiana, foram construídos no local dois ninfeus de frente para a Via Ápia, anexo a um dos quais — atualmente visível depois de recentes escavações — se construiu uma casa de fazenda muito mais tarde. No século II, a villa passou por uma radical transformação, obra de Herodes Ático, que a englobou em sua Pago Triopio com os vastos recursos de sua esposa Ápia Ânia Regila.

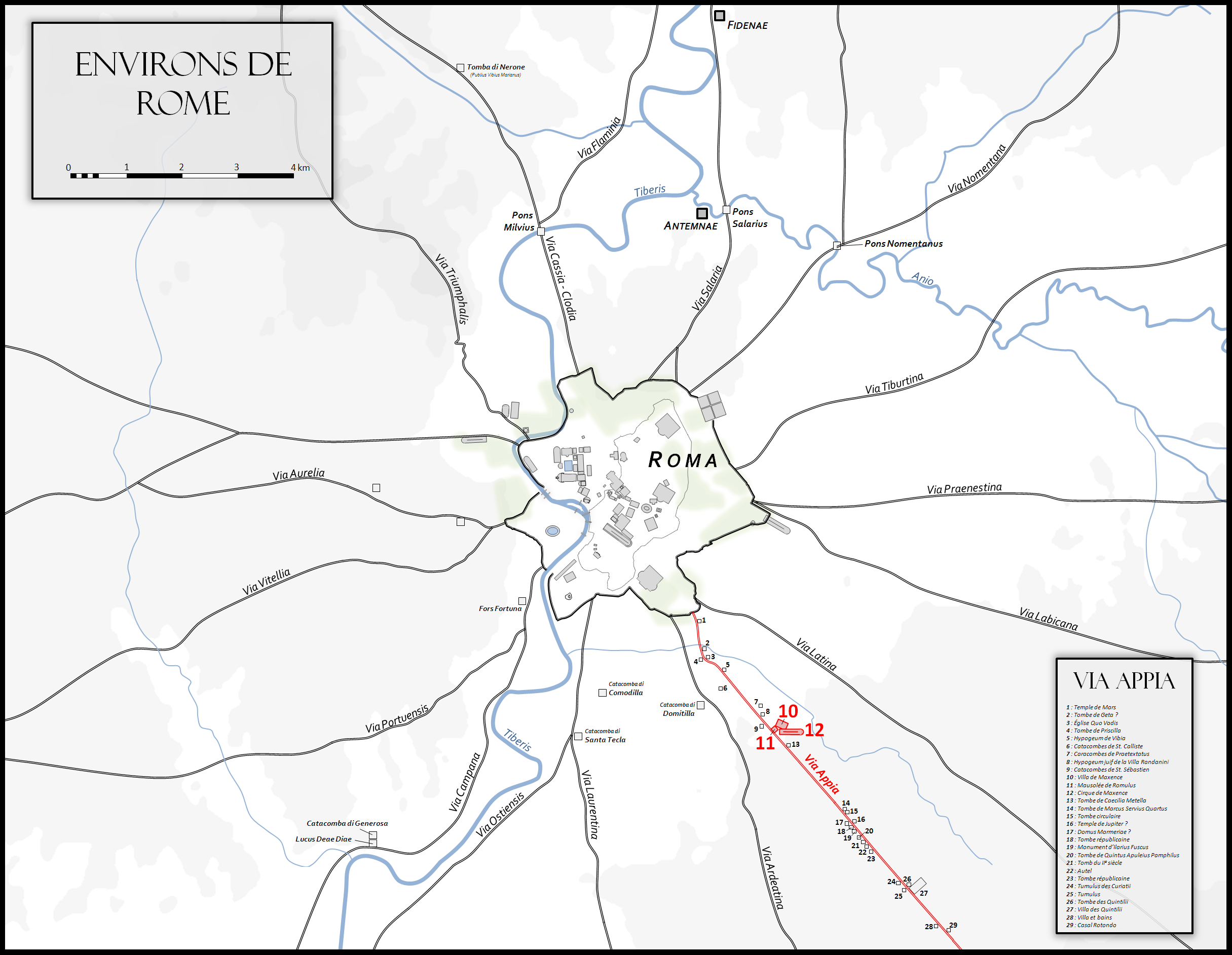
Localização do complexo da Villa de Maxêncio (em vermelho).

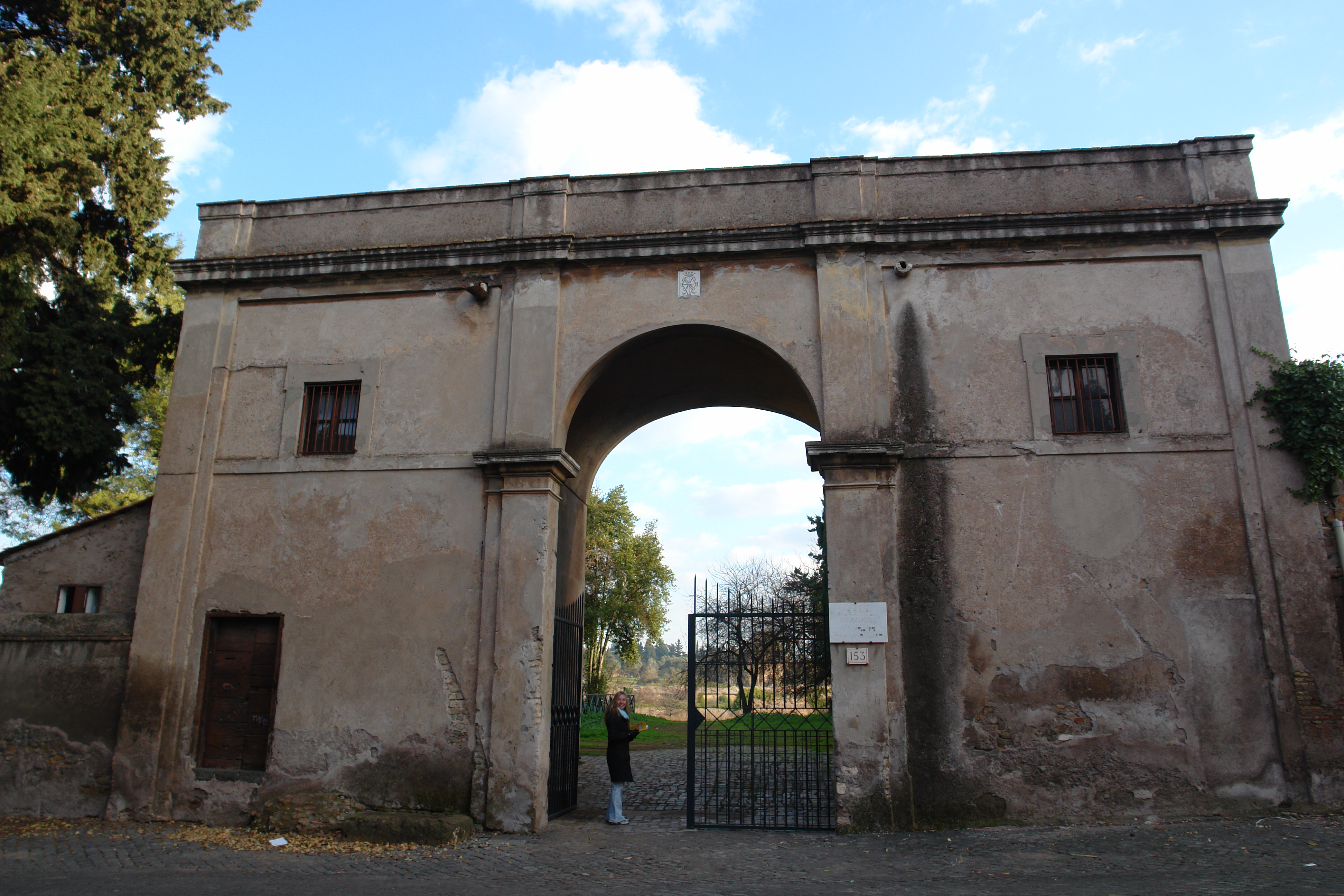
Porta triunfal do Circo de Maxêncio.

A propriedade passou para o domínio imperial e foi a partir deste ponto que, no início do século IV, Maxêncio ordenou a construção da villa, do circo e do mausoléu da família, no qual foi sepultado primeiro seu filho Valério Rômulo, morto ainda adolescente.
A derrota de Maxêncio por Constantino determinou provavelmente o abandono precoce do complexo — acredita-se que o hipódromo jamais tenha sido usado — e a ele passou inteiramente para o Patrimônio Ápio (em latim: Patrimonium Appiae), citado já na época do papa Gregório I (r. 590-604) entre os "patrimonia" eclesiásticos. O circo, conhecido como Girulum, foi citado num documento de permuta de terrenos entre súditos eclesiásticos da corte papal em 850.
A propriedade passou depois para os Condes de Túsculo, para a família Cenci e finalmente para a família Mattei, que realizou as primeiras escavações no local no século XVI.

### Escavações
Na metade do século XVIII, uma nova construção rústica foi construída anexa à pronau do mausoléu e o resto do complexo antigo, na época chamado de "Circo de Caracala", já estava quase completamente enterrado. Giuseppe Vasi o descreveu assim em 1763: 
| “ | Resta somente deste circo, que alguns sugerem ter sido obra de Galiano, um maciço de tijolos que era a entrada principal e as plantações do entorno do circo, no do qual foi recuperado o obelisco egípcio que agora se vê na nobilíssima fonte da Piazza Navona. | ” |
|   | — Giuseppe Vasi. |   |

Pouco depois, em 1825, a propriedade foi adquirida por Giovanni Torlonia — que vinte anos antes já havia adquirido a Roma Vecchia e o marquesado relativo). Foi nesta ocasião que foram conduzidas no complexo as primeiras escavações sistemáticas por ordem de Torlonia, na época apenas duque de Bracciano, mas com apoio, nos métodos e na finalização, de Antonio Nibby. Ao final de oito meses de difíceis escavações (em um terreno, nas palavras de Nibby, "maligno e tão duro que o próprio tufo teria parecido mais mole"), o circo foi inteiramente descoberto até a porta triunfal na via chamada de "Asinária". Nas imediações desta porta foram descobertas duas inscrições, uma das quais indicava Maxêncio como patrocinador e seu filho Rômulo como homenageado do monumento. No seu relato sobre as escavações, Nibby nota minuciosamente a qualidade medíocre das paredes e do próprio lastro de mármore das inscrições, que ele datou no século IV. Ele também enfatiza que a obra não foi restaurada nenhuma vez na Antiguidade. 
Os Torlonia continuaram as escavações por todo o século XIX (1877, 1883). O complexo foi finalmente adquirido pela Comuna de Roma em 1943 e, em 1960, por ocasião dos Olimpíada de Roma, o circo foi inteiramente escavado e obras de reforço foram realizadas nas paredes perimetrais. Também foram escavados os edifícios do palácio residencial, a espina do circo, o quadripórtico e o mausoléu. Várias outras campanhas de escavações e reformas foram realizadas desde então, em 1975-1977, 1979 e nos primeiros anos da década de 2000.
A partir de 2008, a Villa de Maxêncio passou a fazer parte do sistema de museus conhecido como Musei in Comune da cidade de Roma. Em dezembro de 2012, o local fez parte do projeto Aperti per Voi ("Aberto para Vocês") do Touring Club da Itália, no qual dezenas de voluntários se alternaram para acolher os visitantes, cujo número tem crescido constantemente graças ao acesso gratuito em vigo desde o final de agosto de 2014.

## Descrição do complexo
O monumento mais notável em todo o complexo é o Circo de Maxêncio, o único dos circos romanos de Roma que ainda conserva em bom estado todos os seus componentes arquitetônicos. No interior de um pátio circundado por pórticos dos quatro lados (quadripórtico), alinhado com a Via Ápia, está o mausoléu dinástico, conhecido como Mausoléu de Rômulo em homenagem a Valério Rômulo, o jovem filho do imperador Maxêncio que presumivelmente foi sepultado no local.
A villa de Maxêncio como originalmente concebida pode ser parcialmente compreendida como uma elaborada versão imperial do tipo de residências de elite que apareceram em Roma e nas províncias na Antiguidade Tardia, cujas pretensões são evidentes na presença comum de grandes salões de audiência, túmulos familiares e circos, como na Villa Gordiana, também em Roma, e o complexo de Piazza Armerina na Sicília. O precursor destas residências foi o palácio imperial no Palatino, no qual o próprio Maxêncio realizou algumas alterações. O mais instrutivo paralelo para o complexo da Via Ápia é o do contemporâneo de Maxêncio, Galério, em Tessalônica, apesar de o Palácio de Diocleciano, em Split, também fornecer comparações bastante proveitosas.
É bem provável que o complexo tenha mudado sua função e suas características depois da morte de Rômulo; o mausoléu, que certamente seria destinado ao próprio Maxêncio, recebeu como seu único ocupante o filho único do imperador. Os jogos inaugurais se tornaram jogos funerários e estes, assim como o próprio Circo, foram dedicados ao recém-deificado Rômulo. A ênfase abrangente na morte e na apoteose resultaram na tese de que o complexo todo se tornou cada vez mais funerário a partir de então e que as referências memoriais geradas pela morte de Rômulo se estenderam, espacialmente e ideologicamente, até o coração de Roma. O próprio Maxêncio morreu apenas três depois, na Batalha da Ponte Mílvia, derrotado por Constantino, que confiscou a propriedade.

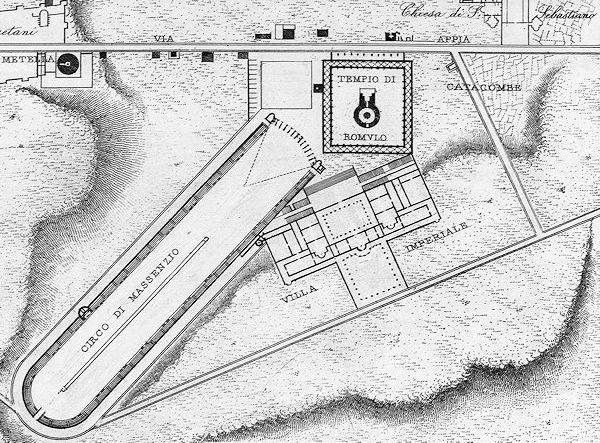
Diagrama da villa.

A entrada do local ocorre através do vizinho complexo do Mausoléu de Cecília Metela.